# هالسبری

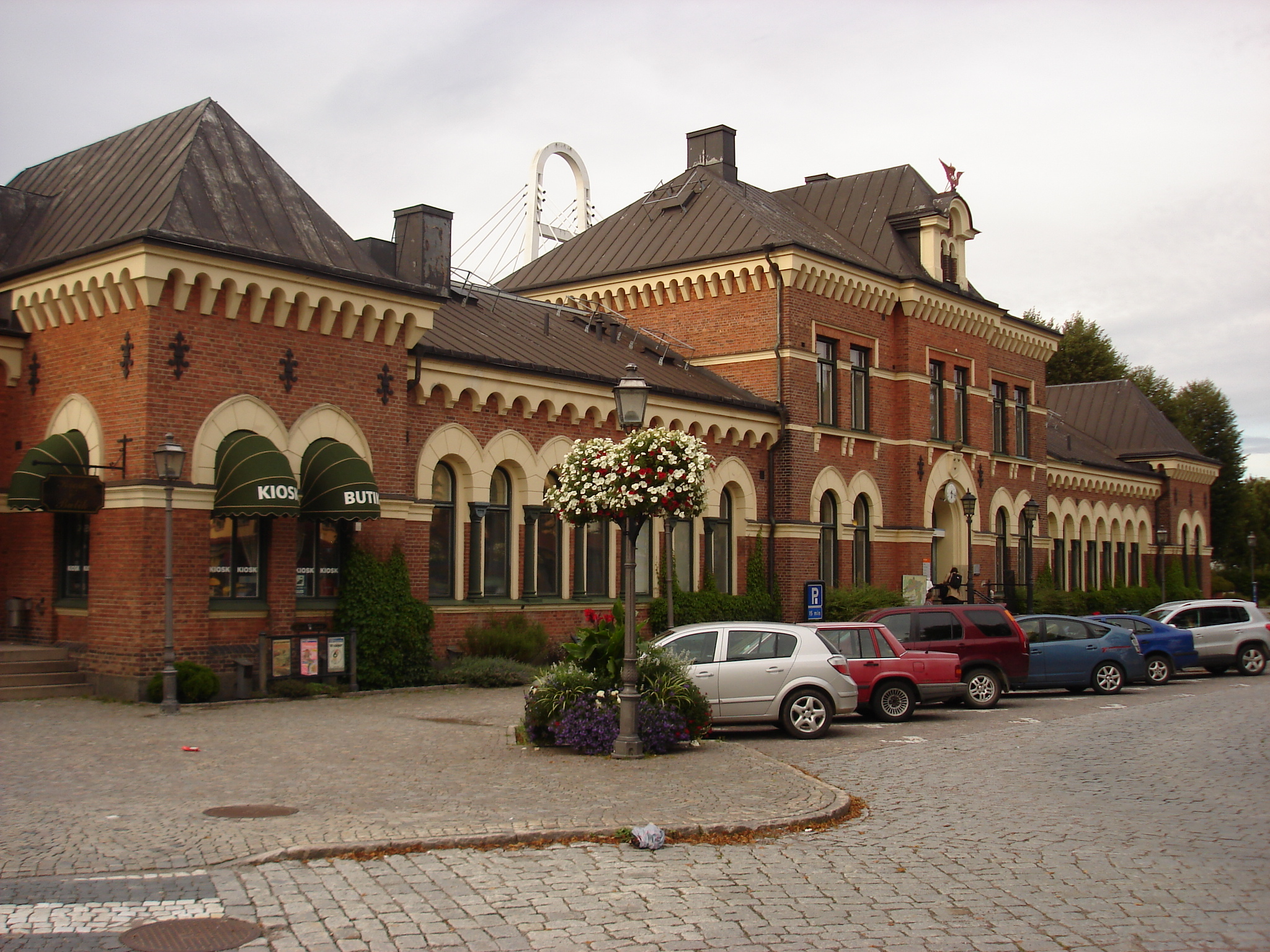
هالسبری

شهر هالسبری (به سوئدی: Hallsberg) در بخش هالسبری در کشور سوئد واقع شده‌است. جمعیت این شهر ۸۹۶٫۸  نفر است.